# اتفاقيات التجارة الحرة لتركيا

اتفاقيات التجارة الحرة مع تركيا

تسرد هذه الصفحة اتفاقيات التجارة الحرة التي عقدتها تركيا مع دولٍ أخرى. عام 1995، وقعّت تركيا اتفاقية اتحاد جمركي مع الاتحاد الأوروبي للبضائع، باستثناء المنتجات والخدمات الزراعية. اعتباراً من عام 2018، أصبح الاتحاد الأوروبي الشريك التجاري الرئيسي لتركيا بنسبة 50٪ من صادراتها و 36٪ من وارداتها. 

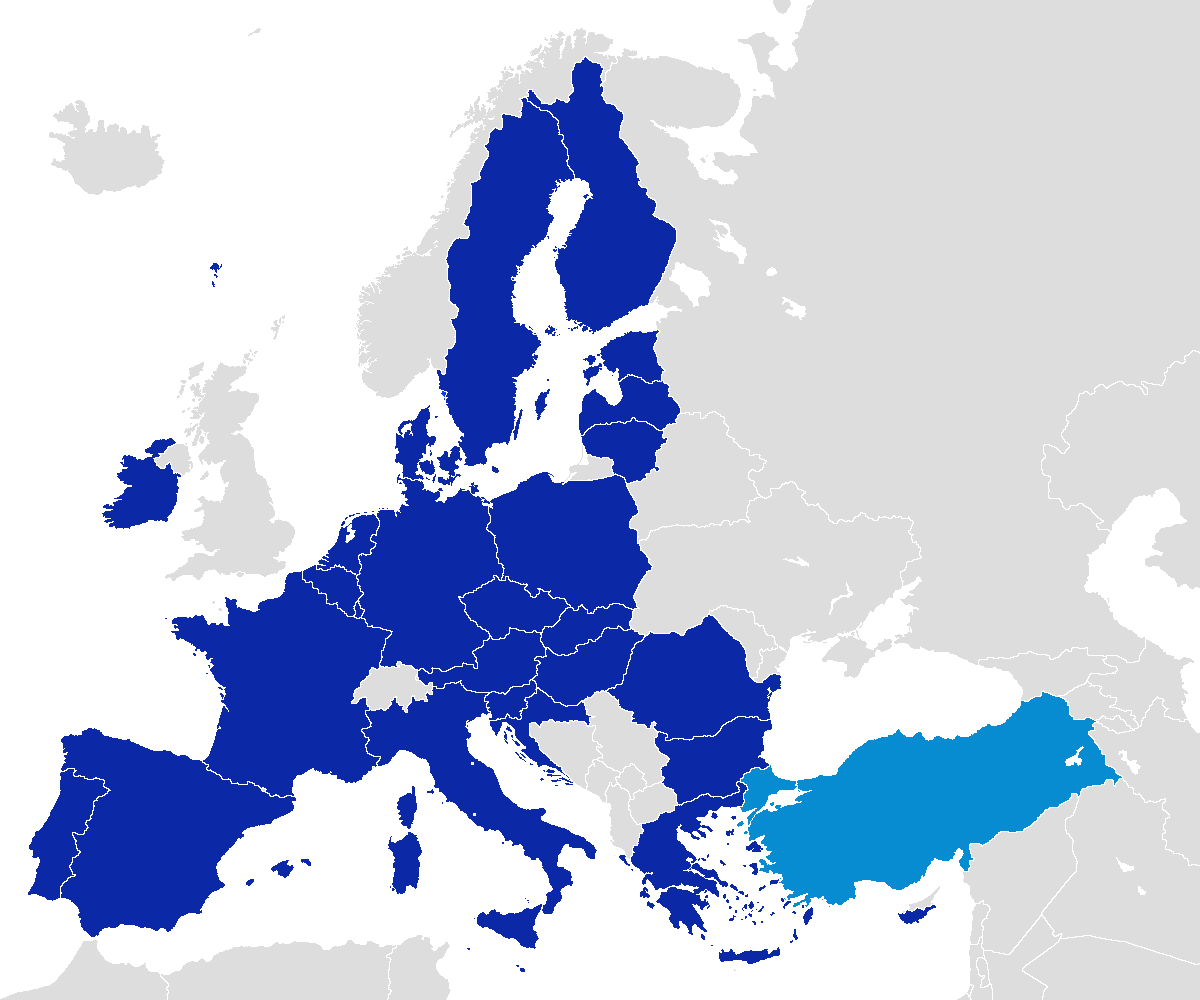
تركيا - الاتحاد الجمركي الأوروبي (EUCU)

## قائمة الاتفاقيات

### الاتفاقيات الموقّعة
| الدولة                               | تاريخ التوقيع  | تاريخ الإنفاذ  | ملاحظات |
| ------------------------------------ | -------------- | -------------- | --- |
| رابطة التجارة الحرة الأوروبية (EFTA) | 10 ديسمبر 1991 | 1 سبتمبر 1992  | اتفاقية تجارة حرّة |
| رابطة التجارة الحرة الأوروبية (EFTA) | 25 يونيو 2018  | 1 أكتوبر 2021  | اتفاقية التجارة الحرة المحدثة بما في ذلك الخدمات |
| الاتحاد الأوروبي                     | 6 مارس 1995    | 31 ديسمبر 1995 | الاتحاد الجمركي بين الاتحاد الأوروبي-تركيا، بما في ذلك المملكة المتحدة حتى انسحاب المملكة المتحدة من الاتحاد الأوروبي.                                |
| ألبانيا                              | 22 ديسمبر 2006 | 1 مايو 2008    | اتفاقية تجارة حرّة |
| أذربيجان                             | 25 فبراير 2020 | قيد المصادقة   | اتفاقية تجارة حرّة |
| البوسنة والهرسك                      | 3 يوليو 2002   | 1 يوليو 2003   | اتفاقية تجارة حرّة |
| البوسنة والهرسك                      | 2 مايو 2019    | قيد المصادقة   | اتفاقية التجارة الحرة المنقحة |
| تشيلي                                | 14 يوليو 2009  | 1 مارس 2011    | اتفاقية تجارة حرّة |
| مصر                                  | 27 ديسمبر 2005 | 1 مارس 2007    | اتفاقية تجارة حرّة |
| جزر فارو                             | 16 ديسمبر 2014 | 1 أكتوبر 2017  | اتفاقية تجارة حرّة |
| جورجيا                               | 21 نوفمبر 2007 | 1 نوفمبر 2008  | اتفاقية تجارة حرّة |
| إسرائيل                              | 14 مارس 1996   | 1 مايو 1997    | اتفاقية تجارة حرّة، أوقفت فعلياً منذ 3 مايو 2024. |
| كوسوفو                               | 27 سبتمبر 2013 | 1 سبتمبر 2019  | اتفاقية تجارة حرّة |
| لبنان                                | 24 نوفمبر 2010 | قيد المصادقة   | اتفاقية تجارة حرّة |
| ماليزيا                              | 17 أبريل 2014  | 1 أغسطس 2015   | اتفاقية تجارة حرّة |
| موريشيوس                             | 9 سبتمبر 2011  | 1 يونيو 2013   | اتفاقية تجارة حرّة |
| مولدوفا                              | 11 سبتمبر 2014 | 1 نوفمبر 2016  | اتفاقية تجارة حرّة |
| الجبل الأسود                         | 26 نوفمبر 2008 | 1 مارس 2010    | اتفاقية تجارة حرّة |
| المغرب                               | 7 أبريل 2004   | 1 يناير 2006   | اتفاقية تجارة حرّة |
| مقدونيا الشمالية                     | 7 سبتمبر 1999  | 1 سبتمبر 2000  | اتفاقية تجارة حرّة |
| فلسطين                               | 20 يوليو 2004  | 1 يونيو 2005   | اتفاقية تجارة حرّة |
| صربيا                                | 1 يونيو 2009   | 1 سبتمبر 2010  | اتفاقية تجارة حرّة |
| صربيا                                | 30 يناير 2018  | 1 يونيو 2019   | اتفاقية التجارة الحرة المحدثة بما في ذلك الخدمات |
| سنغافورة                             | 14 نوفمبر 2015 | 1 أكتوبر 2017  | اتفاقية تجارة حرّة |
| كوريا الجنوبية                       | 1 أغسطس 2012   | 1 مايو 2013    | اتفاقية تجارة حرّة |
| كوريا الجنوبية                       | 26 فبراير 2015 | 1 أغسطس 2018   | اتفاقية التجارة الحرة المحدثة بما في ذلك الخدمات |
| السودان                              | 24 ديسمبر 2017 | قيد المصادقة   | اتفاقية تجارة حرّة |
| تونس                                 | 25 نوفمبر 2004 | 1 يوليو 2005   | اتفاقية تجارة حرّة |
| أوكرانيا                             | 3 فبراير 2022  | قيد المصادقة   | اتفاقية تجارة حرّة |
| الإمارات العربية المتحدة             | 3 مارس 2023    | قيد المصادقة   | اتفاقية شراكة اقتصادية شاملة |
| المملكة المتحدة                      | 29 ديسمبر 2020 | 1 مايو 2021    | اتفاقية تجارة حرّة، قبل هذه الاتفاقية، كان بين تركيا والمملكة المتحدة اتحاد جمركي ضمن الاتحاد الجمركي بين الاتحاد الأوروبي وتركيا بين عامي 1995 و2020. |
| فنزويلا                              | 17 مايو 2018   | 21 أغسطس 2020  | اتفاقية تنمية تجارية |

### الاتفاقيات أحادية الجانب
وفقاً للاتحاد الجمركي بين الاتحاد الأوروبي وتركيا المبرم في عام 1995، فإن الدول الأخرى من خارج هذا الاتحاد التي توقع اتفاقية التجارة الحرة مع الاتحاد الأوروبي يمكنها أن تقيم تجارة حرةً من جانبٍ واحدٍ مع تركيا. 

### الاتفاقيات المستقبلية
تحتوي القائمة التالية على البلدان التي لديها مفاوضات اتفاقيات تجارية قيد التفاوض. 
| الدولة                                   | ملاحظات                                          |
| ---------------------------------------- | ------------------------------------------------ |
| كولومبيا                                 | اتفاقية تجارة حرة                                |
| جمهورية الكونغو الديمقراطية              | اتفاقية تجارة حرة                                |
| جيبوتي                                   | اتفاقية تجارة حرة                                |
| الإكوادور                                | اتفاقية تجارة حرة                                |
| غانا                                     | اتفاقية تجارة حرة                                |
| مجلس التعاون لدول الخليج العربية         | اتفاقية تجارة حرة                                |
| إندونيسيا                                | العلاقات الإندونيسية التركية                     |
| اليابان                                  | العلاقات اليابانية التركية                       |
| المكسيك                                  | العلاقات المكسيكية التركية                       |
| باكستان                                  | اتفاقية التجارة الحرة بين باكستان وتركيا         |
| بيرو                                     | اتفاقية تجارة حرة                                |
| قطر                                      | العلاقات التركية القطرية                         |
| تايلاند                                  | اتفاقية تجارة حرة                                |
| المملكة المتحدة                          | اتفاقية التجارة الحرة بين تركيا والمملكة المتحدة |
| الولايات المتحدة                         | العلاقات الأمريكية التركية، توقفت في أكتوبر 2019 |
| منطقة التجارة الحرة الأورومتوسطية        | اتفاقية تجارة حرة                                |
| اتفاقية التجارة لمنظمة التعاون الاقتصادي | اتفاقية تجارة حرة                                |

### الاتفاقيات التي استبدلها الاتحاد الجمركي مع الاتحاد الأوروبي
استبدلت الاتفاقيات التالية بالاتحاد الجمركي بين الاتحاد الأوروبي وتركيا :
| الدولة         | التوقيع        | دخلت حيز التنفيذ | تاريخ الانتهاء | ملاحظات           |
| -------------- | -------------- | ---------------- | -------------- | ----------------- |
| بلغاريا        | 07 نوفمبر 1998 | 1 يناير 1999     | 31 ديسمبر 2006 | اتفاقية تجارة حرة |
| كرواتيا        | 13 مارس 2002   | 1 يوليو 2003     | 30 يونيو 2013  | اتفاقية تجارة حرة |
| جمهورية التشيك | 10 مارس 1997   | 1 سبتمبر 1998    | 30 أبريل 2004  | اتفاقية تجارة حرة |
| إستونيا        | 06 مارس 1997   | 1 يوليو 1998     | 30 أبريل 2004  | اتفاقية تجارة حرة |
| المجر          | 01 أغسطس 1997  | 1 أبريل 1998     | 30 أبريل 2004  | اتفاقية تجارة حرة |
| لاتفيا         | 16 يونيو 1998  | 1 يوليو 2000     | 30 أبريل 2004  | اتفاقية تجارة حرة |
| ليتوانيا       | 06 فبراير 1997 | 1 مارس 1998      | 30 أبريل 2004  | اتفاقية تجارة حرة |
| بولندا         | 4 أكتوبر 1999  | 1 مايو 2000      | 30 أبريل 2004  | اتفاقية تجارة حرة |
| رومانيا        | 29 أبريل 1997  | 1 فبراير 1998    | 31 ديسمبر 2006 | اتفاقية تجارة حرة |
| سلوفاكيا       | 20 أكتوبر 1997 | 1 سبتمبر 1998    | 30 أبريل 2004  | اتفاقية تجارة حرة |
| سلوفينيا       | 05 مايو 1998   | 1 يونيو 2000     | 30 أبريل 2004  | اتفاقية تجارة حرة |

### اتفاقيات سابقة
| الدولة | تاريخ التوقيع  | تاريخ سريان المفعول | تاريخ الانتهاء | ملحوظات                                                   |
| ------ | -------------- | ------------------- | -------------- | --------------------------------------------------------- |
| سوريا  | 22 ديسمبر 2004 | 1 يناير 2007        | 6 ديسمبر 2011  | جرى تعليق اتفاقية التجارة الحرة بعد الحرب الأهلية السورية |
| الأردن | 1 ديسمبر 2009  | 1 مارس 2011         | 22 نوفمبر 2018 | اتفاقية التجارة الحرة، ألغتها الأردن                      |

## روابط خارجية
- وزارة التجارة (بالإنجليزية) / (باللغة التركية)
- وزارة الخارجية